# Acrostira tamarani
Acrostira tamarani är en insektsart som beskrevs av Baez 1984. Acrostira tamarani ingår i släktet Acrostira och familjen Pamphagidae. IUCN kategoriserar arten globalt som nära hotad. Inga underarter finns listade i Catalogue of Life.